# Träuschlingsverwandte
Die Träuschlingsverwandten (Strophariaceae) sind eine Familie aus der Ordnung der Champignonartigen (Agaricales). Zu den Träuschlingsverwandten gehören Arten mit kleinen bis mittelgroßen und vereinzelt auch sehr großen Fruchtkörpern. Die Pilze wachsen auf Holz oder Erdboden.

## Merkmale

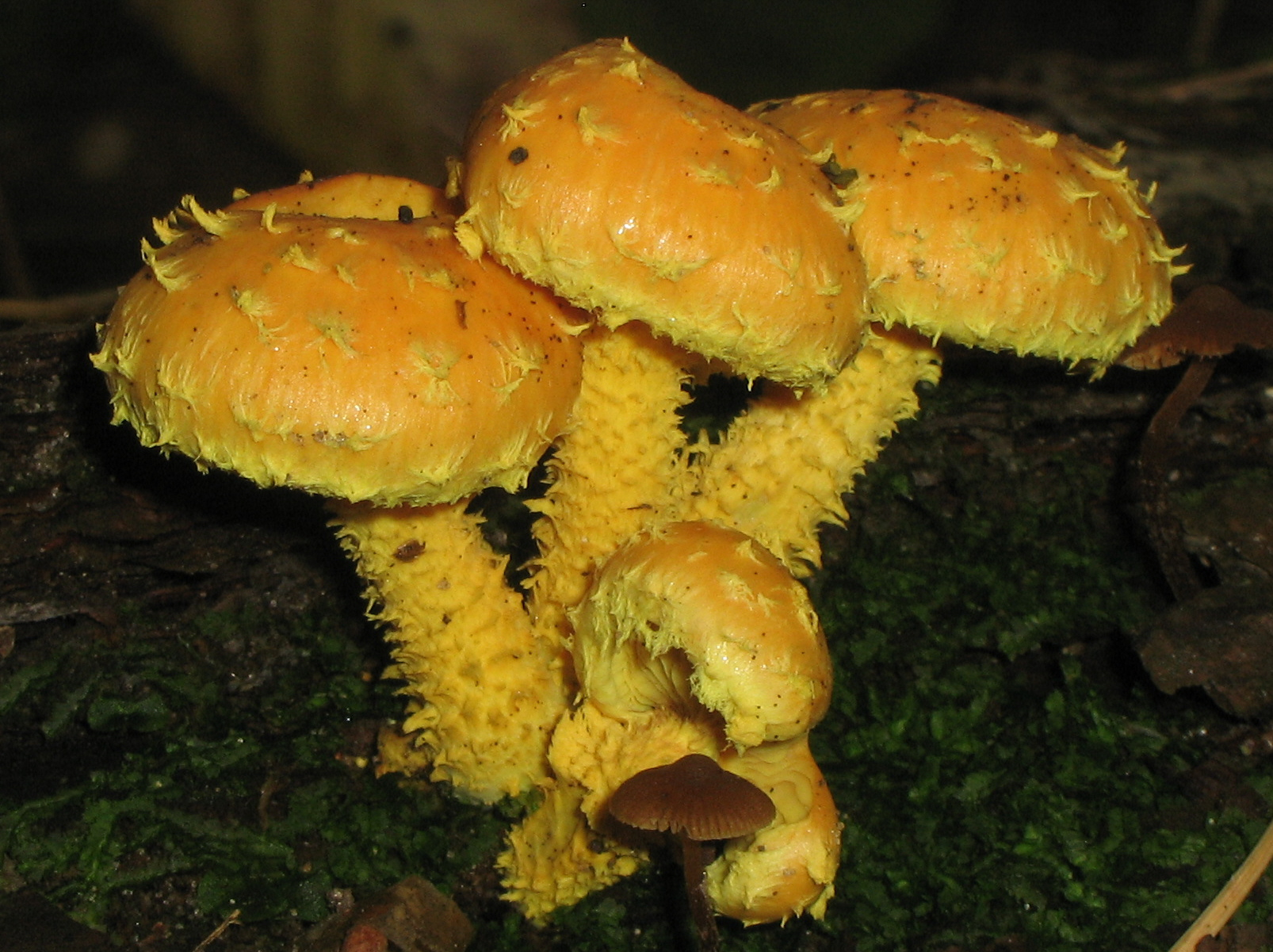
Feuer-Schüppling
Pholiota flammans

Der Pilz ist zum Teil mit Velum bedeckt und am Rand des Hutes und am Stiel befinden sich ein Ring oder Faserreste. Die Lamellen sind breit angewachsen und teilweise herablaufend. Das Sporenpulver ist entweder lila-, purpur- bis schwärzlichbraun oder zimt-, rot- bis rostbraun gefärbt. Die Sporen haben meist einen Keimporus.

## Gattungen (Auswahl)
Folgende Gattungen gehören zur Familie der Träuschlingsverwandten:
- Gattung Ackerlinge – Agrocybe
- Gattung Deconica
- Gattung Hemipholiota
- Gattung Schwefelköpfe – Hypholoma
- Gattung Stockschwämmchen – Kuehneromyces
- Gattung Leratiomyces
- Gattung Phaeonematoloma
- Gattung Schüpplinge – Pholiota
- Gattung Protostropharia
- Gattung Stagnicola
- Gattung Träuschlinge – Stropharia
- Gattung Weraroa